# ラブリオ
ラブリオ（希: Λαύριο / Lavrio）は、ギリシャのアッティカ地方南東部に位置する港町。古代ギリシアではラウリオン（古代ギリシア語: Λαύριον / Lavrion）と呼ばれ、銀の産出地として知られていた。
現在は、ラヴレオティキ市の一部となっており、その政庁所在地である。

## 名称
古代ギリシア語では、ラウリオン（ギリシア語: Λαύριον、Lavrion）と呼ばれたが、その後、11世紀はじめまではトリコス（ギリシア語: Θορικός、Thorikos）、中世から19世紀にかけてはエルガスティリ（ギリシア語: Εργαστήρι 、Ergastiri）として知られた。また、ラテン語ではラウリウム（Laurium）となり、この名で言及されることもよくある。

## 概要
古代ギリシアにおけるラウリオンは、銀山として知られ、都市国家アテナイの主要な収入源のひとつとなっていた。産出した銀は、おもに銀貨に鋳造された。ラウリオンは、鉱山で働く奴隷を過酷に扱うことで悪名が高かった。現在のラブリオは港町であるが、近傍のピレウスに比べると重要性は格段と低い。
ラブリオは、アテネの南東およそ60キロメートル、ケラテアの南東、スニオ岬（スニオン岬）の北に位置しており、東の沖にマクロニソス島（古代におけるヘレナ島）を望む湾に面している。港を中心に、格子状の街路が市街地に広がっている。ギリシャの国道GR-89が街を貫いて走っており、南方のスニオまで達している。

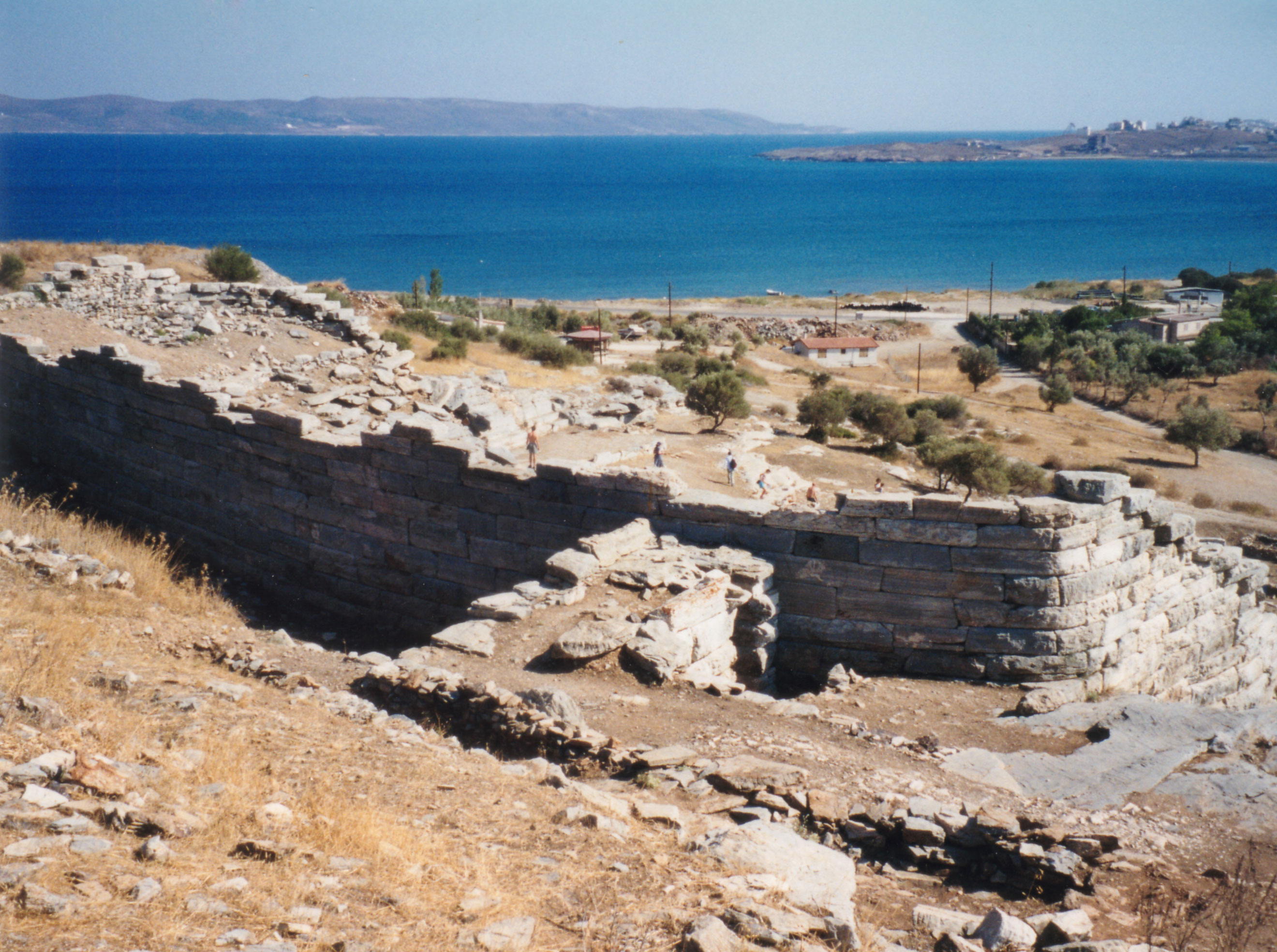
トリコスの劇場跡
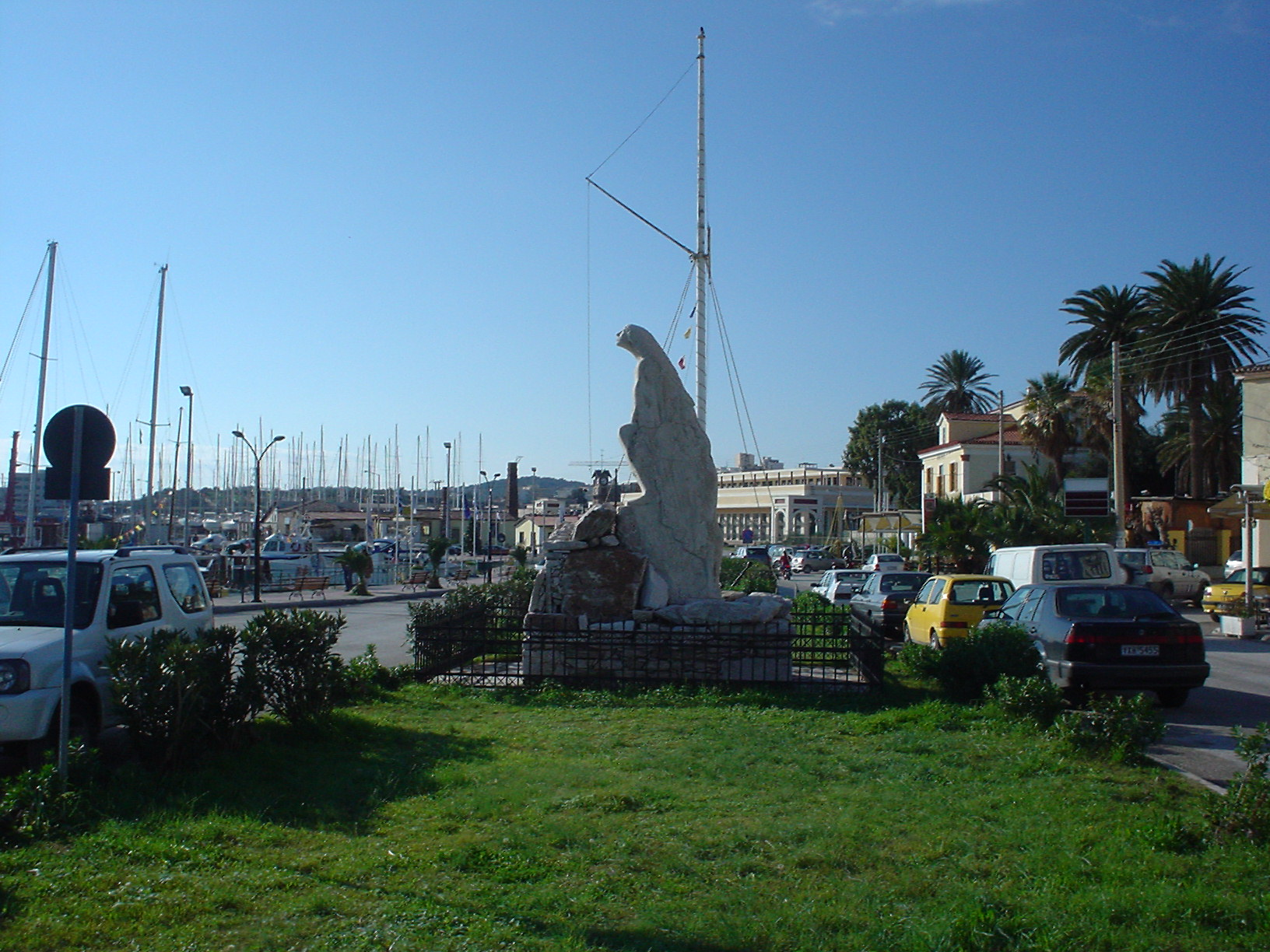
港からの眺望

## 銀山の歴史
マラトンの戦い（紀元前490年）の後、テミストクレスはアテナイ市民を説得し、紀元前483年ころに、おもな銀山から見込まれる収入をあてにしてアテネの艦隊を三段櫂船200隻にまで増強し、アテナイの海軍力の基礎を固めた。当時、鉱山は国有とされており、定められた一定水準の産出量に加え、投下される労働量に応じた量が産出された。労働力は、もっぱら奴隷労働に依拠していた。紀元前5世紀末になると、産出量は減少したが、これはペロポネソス戦争（紀元前431年 - 紀元前404年）の際にスパルタがデケレイアを占領したことが原因のひとつになっていた。その後も鉱山は採掘され続けたが、ストラボン（紀元前63年頃 - 23年頃）は、もはや選鉱くずからもとれるものはとり尽くされたと記録し、パウサニアス（115年頃 - 180年頃）は、銀山は過去のものでしかないと語った。古代からの採掘法である、竪坑と坑道によって鉱石を掘り出し、選別台で水洗いしながら鉱石を集めるという手法は、現代でも各地で見られるものである。この地域では、流量に恵まれた川などはなかったが、天水を貯める水槽や貯水池の技術が発達していた。
20世紀はじめに、フランスとギリシャの企業が当地で鉱山の再開発に取り組んだが、おもに採掘されたのは鉛、マンガン、カドミウムであった。
近代における町の人口は、1907年時点で、10,007人であった。

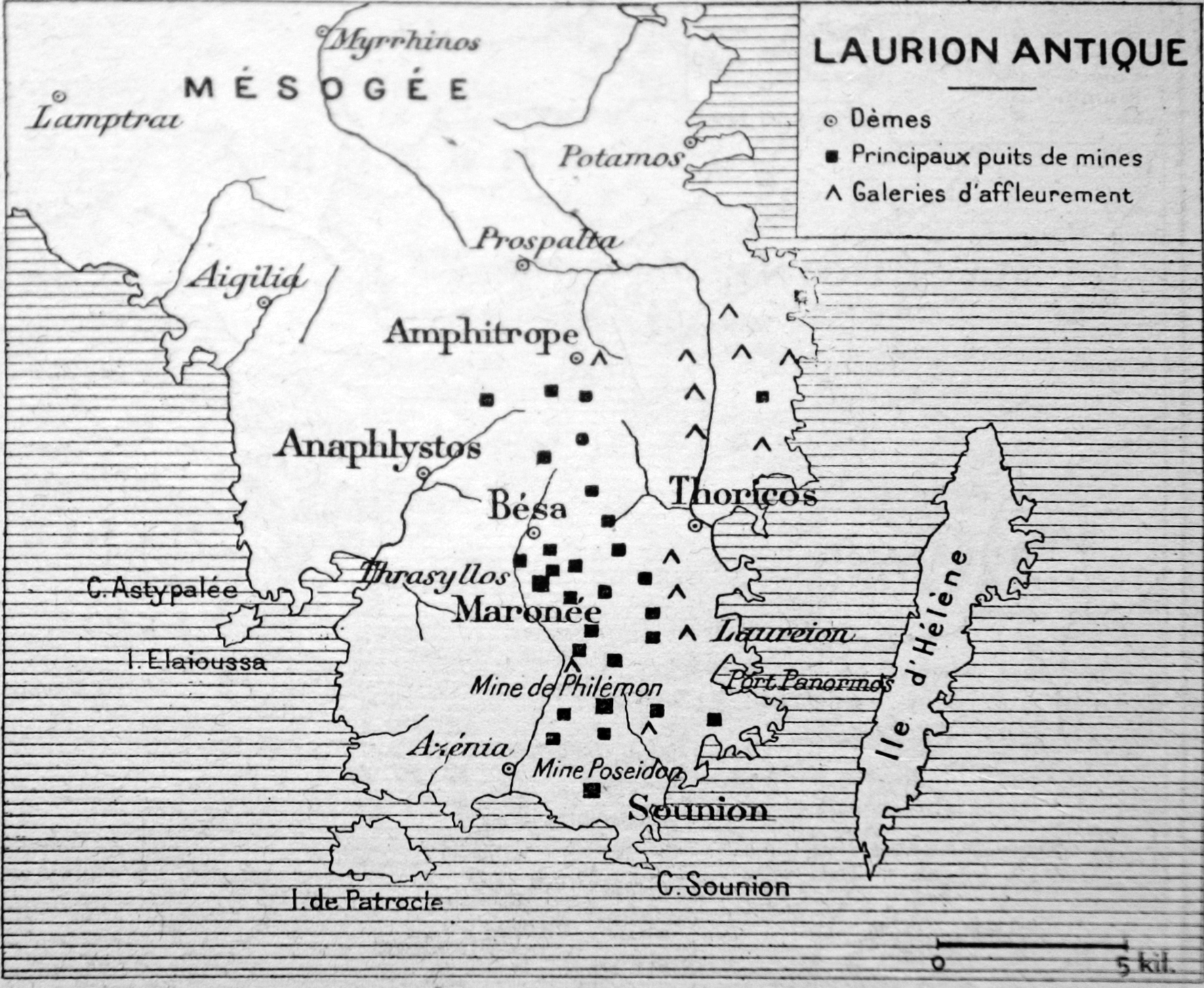
ラウリオンの銀山の分布図
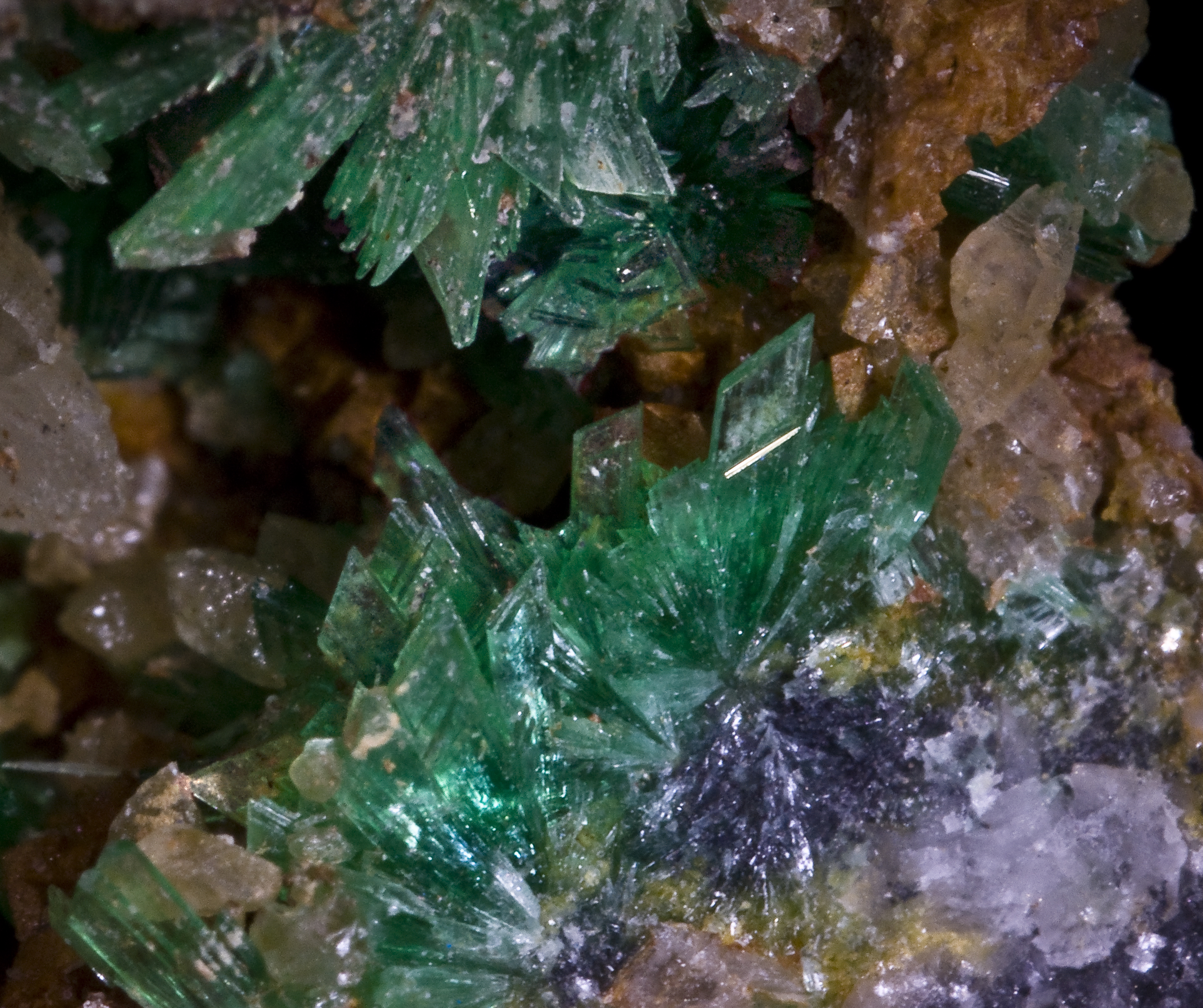
ラウリオン鉱山から産出したニッケル華（英語版）
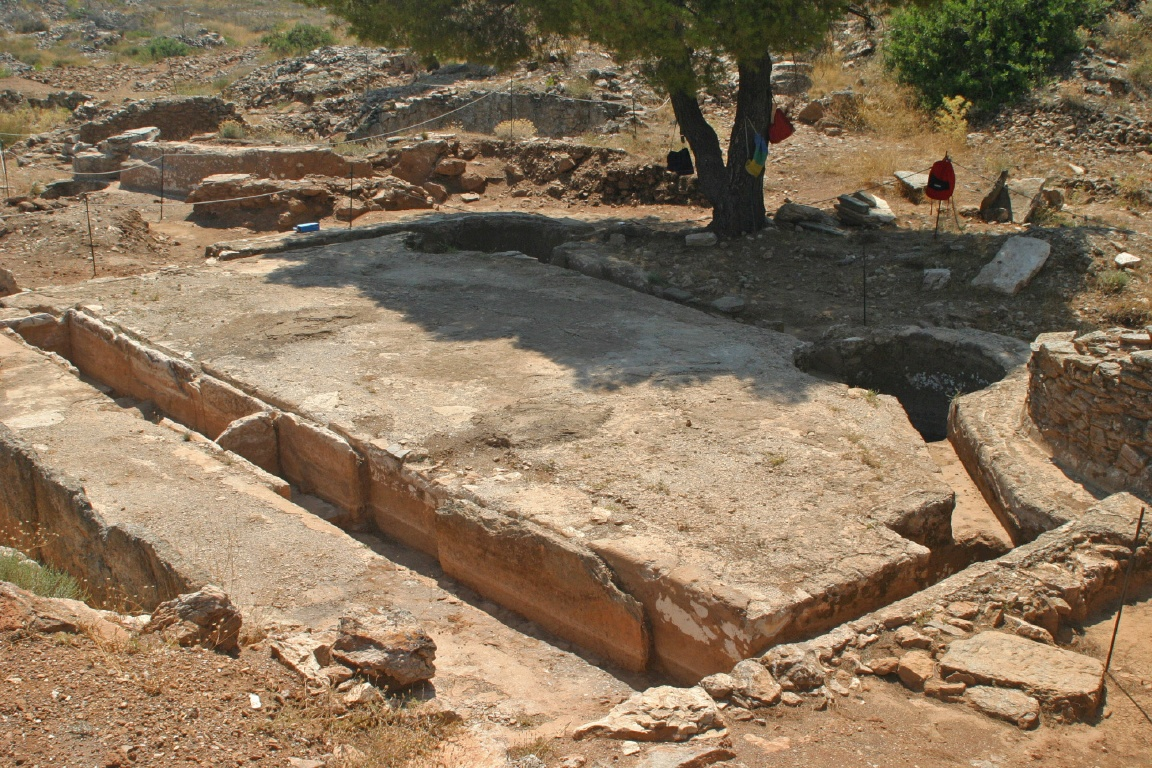
ラウリオン鉱山の選別台の跡

## 交通
アテネ国際空港は、ラブリオから35キロメートル、自動車で30分ほど離れた場所にある。
ラブリオからアテネまで、自動車ではラブリオ/スニオ自動車道とアッティキ・オドス（ギリシア語: Αττική Οδός、Attiki Odos）有料道路を経て、1時間ほどで到達する。
アテネへの移動手段として更に便利な方法は、パークアンドライドである。ラブリオからコロピ鉄道駅まで、自動車で行き、そこでアテネの都心へ行く列車「ポロアスティアコス」（ギリシア語: Προαστιακός、Proastiakos）か地下鉄に乗り換えればよい（30分運転、30分列車）。
かつてラブリオは、アテネ＝ラブリオ鉄道（ギリシア語: Σιδηροδρομική Γραμμή Λαυρίου - Αγίων Αναργύρων、Athens–Lavrion Railway）の終着駅であったが、この鉄道は1957年に廃線となった。